# Шропшир Блю
Шро́пшир Блю (англ. Shropshire Blue, также Голубой Шропшир) — английский сыр с благородной плесенью, для изготовления которого используют пастеризованное коровье молоко. Относится к группе голубых сыров. Этот вид сыра впервые появился в Шотландии.

## История
Впервые производством сыра Шропшир Блю занялись в сыроварне замка Стюарт (англ. Castle Stuart) вблизи города Инвернесс в Шотландии. Рецепт сыра создал в 1970-х годах Энди Уильямсон, который изначально обучался мастерству изготовления другого вида сыра — Стилтона — в графстве Ноттингемшир. Шропшир Блю вначале получил название Инвернесс-шир Блю (англ. Inverness-shire Blue) или Блю Стюарт (англ. Blue Stuart), но затем стал известен под теперешним именем. Производители поменяли название сыра с целью повлиять на увеличение продаж и популярность сыра среди покупателей.
Сыроварня замка Стюарт была закрыта в 1980 году, и вместе с ней на некоторое время было прекращено производство сыра Шропшир Блю. Спустя время сыр вновь стали производить на заводах в графствах Лестершира, Ноттингемшира и Шропшира. Сыр во многом напоминает такие сорта, как Чешир и Стилтон .

## Изготовление
В процессе приготовления сыра для створаживания молока используют растительный фермент. Оранжевый цвет сыра получается в результате добавления пищевого красителя аннато. Прожилки формируются добавлением сине-зелёной плесени вида Penicillium roqueforti. Период созревания длится от 10 до 12 недель.

## Описание
Сыр Шропшир Блю покрыт корочкой оранжево-коричневого цвета. Содержание жира составляет 34 %. Для него характерны острый аромат и кисловатый вкус. Сырные головки в высоту достигают 30 сантиметров и 20 сантиметров в диаметре, вес каждой из них — около 8 килограммов. Сыр Шропшир Блю используется в качестве ингредиента для приготовления соусов и кремовых супов. Сочетается с креплёными винами, ирландским элем и десертными винами.